# Macrofauna

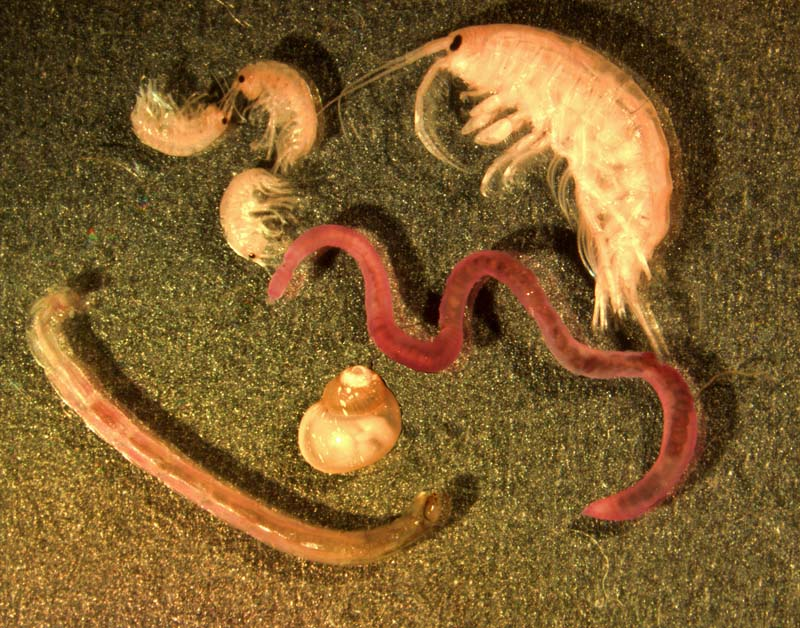
Animais típicos do zoobentos marinho

Em biologia marinha e limnologia, chama-se macrofauna ou macrobentos ao conjunto dos animais que vivem no substrato dos ecossistemas aquáticos e que possuem tamanho maior ou igual a 0,5 mm, geralmente são visíveis a olho nu.
Incluem-se neste grupo, tanto as espécies que se movimentam livremente, como muitos crustáceos, poliquetas e moluscos, como as formas sésseis, como as cracas e os corais.
O termo também é utilizado para animais que vivem no solo terrestre .